# Roger Kwok
Roger Kwok Chun-on (cinese tradizionale: 郭晉安; cinese semplificato: 郭晋安; pinyin: Guō Jǐnán; jyutping: gwok3 zeon3 on1; Hong Kong, 9 ottobre 1964) è un attore cinese di Hong Kong, sebbene i suoi antenati abbiano origini di Zhongshan, Guangdong (Cina).
Prima di diventare un attore, Roger Kwok ha avuto un breve inizio di carriera come cantante. Attualmente lavora principalmente in televisione, per la stazione televisiva TVB.

## Carriera
Roger Kwok ha iniziato a lavorare per la TVB alla fine degli anni '80, ricevendo una moderata fama grazie a serie televisive quali Detective Investigation Files IV (1999), At the Threshold of an Era (1999-2000) e Law Enforcers (2002), tuttavia ha raggiunto il grande successo solo negli anni 2000, quando ha interpretato il ruolo di Ding Sheung Wong (丁常旺) nella popolarissima serie Square Pegs (2002-2003), per la quale ha vinto il premio come Miglior Attore ai TVB Drama Awards del 2003. Dopo aver recitato nelle serie di moderata fama Not Just a Pretty Face (2003) e To Get Unstuck in Time (2004), nel 2005 ha ripreso il ruolo di Wong in una versione moderna di Square Pegs, Life Made Simple, che ha ottenuto grande successo. A novembre dello stesso anno ha vinto il premio come Miglior Attore una seconda volta, diventando uno dei pochi attori della TVB a bissare il successo, insieme a Louis Koo e Gallen Lo, i quali l'hanno vinto tre volte.

## Vita privata
Roger Kwok è il più giovane di nove fratelli.
Il 22 luglio 2006 ha sposato Cindy Au, su fidanzata per sette anni, all'Hong Kong Disneyland. Au è più giovane di lui di più di 15 anni.

## Filmografia
| Anno | Film                              | Ruolo                     | Note |
| ---- | --------------------------------- | ------------------------- | ---- |
| 1990 | Mountain Warriors                 |                           |      |
| 1991 | Happy Ghost V                     | Kit                       |      |
| 1991 | Twin Bracelets                    | Kuang                     |      |
| 1992 | A Moment of Romance II            | Jack                      |      |
| 1994 | Wonder Seven                      | Iron Rod                  |      |
| 1994 | Once Upon a Time in China V       | Bucktooth So              |      |
| 1995 | Shaolin Kung Fu Kids              | Brother Ng                |      |
| 2002 | Visible Secret 2                  | Paul                      |      |
| 2005 | Kung Fu Mahjong                   | Wong                      |      |
| 2007 | Kung Fu Mahjong 3: The Final Duel | Ken Man Kam-yau           |      |
| 2007 | Dragon Treasure                   | Mang Fei (Aquila Volante) |      |
| 2008 | The Vampire Who Admires Me        | Wayne Sa                  |      |

| Anno      | Titolo                                  | Ruolo                       | Note |
| --------- | --------------------------------------- | --------------------------- | --- |
| 1986      | City Story                              | Leung Wai-kwong             | |
| 1988      | The New Matchmaker                      | –                           | Cameo |
| 1988      | The Final Verdict                       | Tse Ping-on                 | |
| 1988      | Behind Silk Curtains                    | –                           | Cameo |
| 1988      | The Saga of the Lost Kingdom            | Ying Dan                    | |
| 1989      | The Vixen's Tale                        | Man Man-tung                | |
| 1989      | I Do, I Do                              | Sai Cheong                  | |
| 1998      | Lin Shing Kuet (Deadly Secret)          | Tik Wan                     | Basato sul romanzo di Jin Yong A Deadly Secret |
| 1989      | The War Heroes                          | Ling Wan-fei                | |
| 1990      | Being Rich                              | Hoh San-nin                 | |
| 1990      | Rain in the Heart                       | Lau Kar-wai                 | |
| 1990      | When the Sun Shines                     | Tin Kai-on                  | |
| 1991      | Mystery of the Twin Swords              | Day                         | |
| 1992      | Road for the Heroes                     | Dumpling                    | |
| 1992      | Dead End                                |                             | Film TV |
| 1992      | Mystery of the Twin Swords II           | Day                         | |
| 1992      | Edge of Justice                         |                             | Film TV |
| 1992      | The Stake                               | Chow Chi-wah                | |
| 1992      | Thief of Time                           | Imperatore Por Yee          | Film TV |
| 1993      | Top Cop                                 | Chan Yat-yin                | |
| 1994      | ICAC Investigators 1994                 | Yiu Cheong-wah              | |
| 1994      | The Intangible Truth                    | Ma Hoi                      | |
| 1994      | Sailor Moon                             | Mamoru Chiba/Milord         | Doppiaggio cantonese |
| 1994      | Instinct                                | Poon Long-ching             | |
| 1995      | When A Man Loves A Woman                | Leung Lap-man               | |
| 1995      | Fatal Assignment                        |                             | Film TV |
| 1996      | Money Just Can't Buy                    | Yeung Sai-chau              | |
| 1996      | New Dragon Gate Inn                     | Zhu Youjian                 | |
| 1997      | Qian Qiu Ying Lie Zhaun                 | Guan Wuguo                  | |
| 1997      | Sun Zi Bing Fa: Wu Di Jun Shi           | Wu Zixu                     | |
| 1997      | Beijing Hong Kong Love Connection       | Li Dongming                 | |
| 1997      | Yan Ye                                  | Chiu Tai-sing               | |
| 1997      | Shen Ai Zhe Ni                          | Chen Wenda                  | |
| 1998      | Rural Hero                              | Wong On-shun                | |
| 1999      | Happy Ever After                        | Suen Min-leung              | |
| 1999      | Detective Investigation Files IV        | Cheng Tung-sing             | Episodio: "The Price of Love" |
| 1999      | A Smiling Ghost Story                   | Koo Tak-ming                | |
| 1999–2000 | At the Threshold of an Era              | Ma Chi-keung                | |
| 2000      | Lotus Lantern                           | Liu Yanchang / Liu Yong     | |
| 2001      | Legendary Fighter: Yang's Heroine       | Yang Yanlang (Yang Silang)  | |
| 2001      | Law Enforcers                           | Cheung Kwok-fung            | |
| 2002      | Crepe Queen                             | Qin Jian                    | |
| 2002      | A Herbalist Affair                      | Cheung Yee-fai              | |
| 2000      | Legend of Heaven and Earth: The Mermaid | Zhang Ziyou                 | |
| 2002      | The Trust of a Lifetime                 | Chow Yiu-cho                | |
| 2002–03   | Square Pegs                             | Ting Sheung-wong            | TVB Anniversary Award, Miglior Attore Protagonista TVB Anniversary Award, Miglior Coppia sul Teleschermo (drammatica) (diviso con Jessica Hsuan) TVB Anniversary Award, Miglior Personaggio Televisivo (1 di 12) Astro Drama Award, Miglior Attore Protagonista Astro Drama Award, Scena più Indimenticabile (diviso con Jessica Hsuan) Astro Drama Award, Miglior Personaggio (1 di 10) Power Academy Award, Miglior Attore Televisivo |
| 2003      | The 'W' Files                           | Yeung Lap-kwan              | Episodio: "Searching Dreams" |
| 2003      | Not Just A Pretty Face                  | Leonardo Guo Siu-chit       | Nomination — TVB Anniversary Award, Miglior Attore Protagonista (Top 39) Nomination — TVB Anniversary Award, Miglior Coppia sul Teleschermo (drammatica) (con Joey Yung) |
| 2004      | Sha Wang Chuang Tian Xia                | Jing Hao                    | |
| 2004      | To Get Unstuck In Time                  | Ispettore capo Ho Tin-kwong | TVB Anniversary Award, Miglior Personaggio Televisivo (1 di 12) Astro Drama Award, Miglior Personaggio Televisivo (1 di 12) Nomination — Astro Drama Award, Miglior Attore Protagonista (Top 5) |
| 2004      | Tian Xia Di Yi / Royal Swordsmen        | "Yellow's #1" Cheng Shifei  | |
| 2005      | Scavengers' Paradise                    | Tang Wai-cheung             | Nomination — TVB Anniversary Award, Miglior Attore (Top 40) Astro Drama Award, Miglior Personaggio (1 di 12) Nomination — Astro Drama Award, Miglior Apparizione Bizzarra |
| 2005      | Life Made Simple                        | Ting Sheung-wong            | TVB Anniversary Award, Miglior Attore Astro Drama Award, Miglior Attore Protagonista Astro Drama Award, Miglior Personaggio (1 di 12) Power Academy Award, Miglior Attore Televisivo Nomination — Astro Drama Award, Miglior Coppia (con Jessica Hsuan) Nomination — Astro Drama Award, Miglior Apparizione Bizzarra Nomination — Astro Drama Award, Scena più Indimenticabile                                                          |
| 2005      | Love In Mulberry                        | Chen Fugui                  | |
| 2006      | Fairy of the Chalice                    | Zheng Feng                  | |
| 2006      | Greed Mask                              | Sam Ko Fung                 | |
| 2006      | Glittering Days                         | Law Daai-dai                | Nomination — TVB Anniversary Award, Miglior Attore (Top 20) Nomination — TVB Anniversary Award, Miglior Personaggio Televisivo Maschile (Top 20) Nomination — Astro Drama Award, Miglior Attore Protagonista (Top 10) Nomination — Astro Drama Award, Miglior Personaggio Nomination — Astro Drama Award, Miglior Apparizione Bizzarra                                                                                                  |
| 2008      | D.I.E.                                  | Sergente Yue Chi-long       | Nomination — TVB Anniversary Award, Miglior Attore (Top 5) Nomination — TVB Anniversary Award, Miglior Personaggio Televisivo Maschile (Top 15) |
| 2008      | Last One Standing                       | Tong Lap-yin                | |
| 2008      | 8 Avatar                                | Han Xiang Zi                | |
| 2009      | The Threshold of a Persona              | Fong Chun-kit               | |
| 2009      | D.I.E. Again                            | Sergente Yue Chi-long       | Nomination — TVB Anniversary Award, Miglior Attore (Top 15) |
| 2010      | The Season of Fate                      | Ma Wing-ching / Ma On-shan  | Nomination — TVB Anniversary Award, Miglior Attore (Top 15) |
| 2010      | Little Miss Unreasonable                | Qin Shaoyou                 | |
| 2010–11   | Show Me the Happy                       | Dr. Andy Chai Cheung        | Personaggio fisso della sitcom |
| 2011      | Wax and Wane                            | Eugene Yung Yi-chun         | (completata) |
| 2011      | Justice, My Foot                        | TBA                         | (riprese in corso) |